# Villa Il Merlo Bianco
Villa Il Merlo Bianco è una dimora storica italiana, oggi posseduta dalla congregazione delle Suore di San Giovanni Battista, in Via di Ripoli,82 , nel quartiere 3 di Firenze.

## Storia
La villa sorge lungo la Via di Ripoli, la quale in epoca granducale era conosciuta come Via Regia Aretina, inglobata nella Via Cassia Adrianea (costruita per volere dell'imperatore Adriano nel II secolo d.C.). In tale zona, alla base della collina di  Rusciano  , è documentata la presenza di un giacimento di argilla e nel XV secolo, invece, una fornace detta Mattonaia, che dà il nome alla borgata omonima. 
Attorno a questo gruppo di casolari sorse, ai primi decenni del Quattrocento, una casa da signore dalla etimologia bizzarra e ancor oggi oscura: Villa Il Merlo Bianco. 
In origine, annessa alla villa, esisteva un oratorio dedicato, inizialmente, alla Madonna della Neve e poi a San Francesco, il quale fu restaurato in stile neogotico nel 1886 dalla famiglia Pecchioli. 
I più antichi proprietari della villa furono i Guerucci (o Guerrucci), una famiglia di lanaioli che possedettero l'immobile nel 1427. Nel 1470 essa passò ai Mellini, oriundi di Pian di Ripoli, i quali posero il loro stemma sulla villa. Successivamente la villa passò ai Palmieri e ai Grazzini. Nel 1529 anche Pian di Ripoli fu saccheggiato dalle truppe imperiali. Dopo l'assedio di Firenze, i fiorentini ricostruirono quanto era stato distrutto o danneggiato; anche Villa Il Merlo Bianco. Essa fu acquistata, in seguito, dal marchese Del Pugliese (XVIII secolo), che la lasciò in eredità alla nipote Caterina Buonaccorsi Perini nel 1748.
Nel 1825 la villa pervenne ai Quercioli, poi l'acquistarono i Pecchioli nel 1886. Questa famiglia rimodernò la villa e restaurò l'antico oratorio, ancor oggi consacrato al poverello di Assisi. L'oratorio oggi conserva un architrave e pochi altri resti architettonici quattrocenteschi. Fu restaurato dopo i gravi danni subiti insieme al resto della villa, alla fine degli anni 1940 e dopo la catastrofica alluvione del 1966 dalle suore. 
In seguito, la villa ebbe altri proprietari: negli anni trenta l'acquistò l'avvocato modenese Eugenio Coselschi; nella primavera del 1944, fu sede di un comando tedesco, poi fu sequestrato dagli alleati. Nel 1947 la villa fu acquistata dagli attuali proprietari, che si occuparono di un massiccio restauro dell'immobile storico.

## Descrizione
La villa si presenta con un grande ingresso nobiliare dalla duplice rampa in salita e un ingresso per le automobili. Il cortile d'accesso è intatto e presenta una lunga distesa di ghiaia fine con poche aiuole floreali per lasciare spazio di manovra alle carrozze. Il giardino, si trova sul retro della villa, presenta enormi cedri secolari ed è rivolto verso le colline di Santa Margherita a Montici e di Rusciano. La facciata della villa presenta un gusto manierista e tardo settecentesco: le finestre presentano cornici in pietra, quelle del pianterreno presentano, altresì, delle teste leonine e infine, si nota che quelle del piano nobile, presentano una semplice lista di pietra tutto intorno. 
In alto è murato un orologio e sul tetto si trova una piccola torre con una campana al suo interno. Le pareti esterne della villa sono decorate da vari bassorilievi. Dal portone principale, si accede ad una sala in cui trionfa il colore azzurro con due arazzi settecenteschi, mentre le pareti del confinate salotto sono decorate con scene profane, dipinte sempre nel Settecento; tali affreschi furono riportati alla luce dalle suore durante i lavori di restauro. Questi affreschi raffigurano temi frivoli: dei giovani che si dedicano al corteggiamento e ai giochi; le scene sono ambientate all'interno di parchi, boschi e giardini. 
Al piano terra si segnala un camino quattrocentesco in pietra, nella sala da pranzo si trova uno stemma (forse della famiglia Riccardi) e diverse decorazioni a chinoiserie nella veranda che da verso il giardino. La villa presenta una seconda cappella, costruita negli anni '50 dall'architetto A. Pasquini.
Inoltre possiede un parco e, dove un tempo vi erano le vecchie limonaie, oggi è stata collocata una scuola elementare, gestita dalle battistine.
L'oratorio, dedicato a San Francesco, si presenta in stile neogotico, restaurato e riaperto al culto dai Pecchioli alla fine dell'Ottocento.